# Tanya Allen
Tanya Allen, née 1975 à Toronto (Ontario), est une actrice canadienne de film et à la television. Son travail à la télévision canadienne lui a valu un Gemini Award.

## Filmographie

### Cinéma
- 1997 : Renaissance : Sarah
- 1998 : Clutch : Theresa
- 1999 : Le Rallye : Angie
- 2002 : Fancy Dancing : Karen
- 2002 : Wish You Were Dead : Tanya Rider
- 2002 : Lone Hero : Sharon
- 2002 : Appel au meurtre : May
- 2004 : Chicks with Sticks de Kari Skogland : Kate Willings
- 2005 : Happy Is Not Hard To Be de Cecil Castellucci : Ruth
- 2006 : Silent Hill de Christophe Gans : Anna
- 2009 : The Grind de John Millea : Courtney
- 2010 : Magic de Robert Davi : Tammi
- 2013 : Dose of Reality de Christopher Glatis : Alana
- 2020 :  The Nest de Sean Durkin : Margy
- 2023 : Captain Reggie de Phillip Jackson : Reggie

### Télévision
- 1993 : Spenser: Ceremony (Téléfilm) : April Kyle
- 1994 : Kung Fu, la légende continue (série télévisée) (1 épisode) : Jennifer Newley
- 1994 : Side Effects (série télévisée) (1 épisode) : Claire Edwards
- 1994 : Ultimate Betrayel (Téléfilm) : Beth
- 1994 : Lives of Girls & Women (Téléfilm) : Del Jordan
- 1995 : The Great Defender (série télévisée) (1 épisode) : Mary Ann McDonald
- 1996 : TekWar (série télévisée) (1 épisode) : Tina
- 1996 : The Morrison Murders (Téléfilm) : Kimberly Granger
- 1996 : Lyddie (Téléfilm) : Lyddie Worthen
- 1996-1997 : The Newsroom (série télévisée) (13 épisodes) : Audrey
- 1997 : Platinum (Téléfilm): Astrid Kirsh
- 1998 : White Lies (Téléfilm) : Erina Baxter
- 1998 : Les Aventures de Shirley Holmes (série télévisée) (1 épisode)
- 1998-2001 : Au-delà du réel : Lisa et Amy Barrett
- 2000 : Nature Boy (Téléfilm) : Anna Jacobson
- 2000-2004 : Starhunter (en) (série télévisée) (44 épisodes) : Percy Montana
- 2003-2004 : Starhunter 2300 : Percy Montana
- 2006 : La Forêt en feu (Firestorm, Last Stand At Yellowstone) de John Lafia (Téléfilm) : Annie Calgrove
- 2015 : The Strain (série télévisée) (1 épisode) : Sarah
- 2017 : Starhunter Transformation (mini-série) (3 épisodes) : Percy Montana
- 2017- 2018 : Starhunter ReduX (série télévisée) (25 épisodes) : Percy Montana